# Ikonika
Ikonika, de son vrai nom Sara Abdel-Hamid, est une musicienne britannique d'électro, et plus particulièrement de dubstep.
Elle se produit sous le label Hyperdub.

## Discographie

### Albums
- Contact, Love, Want, Have (2010)[4]
- Aerotropolis (2013)[2]

### EPs
- Edits EP (2010)
- I Make Lists EP (2012)

### Simples
- Millie / Director (2008)
- Please/Simulacrum (2008)
- Sahara Michael / Fish (2009)
- Smuck (2009)
- Dckhdbtch (2010)
- Idiot (2010)